# Гитара
Гита́ра — струнный щипковый музыкальный инструмент. Применяется в качестве аккомпанирующего или сольного инструмента во многих стилях и направлениях музыки, среди которых романс, блюз, кантри, фламенко, рок, джаз. Изобретённая в XX веке электрическая гитара произвела значительные изменения в музыке и тем самым оказала сильное влияние на массовую культуру. Также есть классическая гитара, гитара фламенко, испанская гитара и некоторые другие виды.

## История

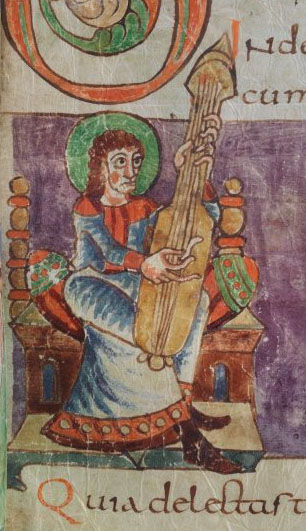
Игра на гитаре с грифом. Миниатюра из Штутгартской псалтыри. Около 825 г.

Самые ранние сохранившиеся свидетельства о струнных инструментах с резонирующим корпусом и шейкой, предках современной гитары, относятся ко II тысячелетию до н. э. Изображения киннора (шумеро-вавилонский струнный инструмент, упоминается в Библии) найдены на глиняных барельефах при археологических раскопках в Месопотамии.
В Древнем Египте и Индии также были известны похожие инструменты: небел, нефер, цитра в Египте, вина и ситар в Индии. А в Древней Греции и Риме был популярен инструмент кифара.
Предшественники гитары имели продолговатый округлый пустотелый резонирующий корпус и длинную шейку с натянутыми на ней струнами. Корпус изготавливался цельным — из высушенной тыквы, панциря черепахи, либо выдолбленным из цельного куска дерева.
В III—IV веках в Китае появляются инструменты жуань (или юань) и юэцинь, у которых деревянный корпус собирался из верхней и нижней деки и соединяющей их обечайки.
В Европе это вызвало появление латинской и мавританской гитар около VI века. По мнению некоторых исследователей, наиболее раннее изображение подобного инструмента встречается на надгробной стеле из Мериды. Более архаичными выглядят изображения «ситары с грифом» на миниатюрах из Утрехтской псалтыри (820—830 гг.). Штутгартская псалтырь, выполненная в скрипториуме аббатства Сен-Жермен-де-Пре (820—830 гг.) также содержит несколько миниатюр, на которых можно увидеть струнно-щипковые музыкальные инструменты, обладающие уже всеми основными чертами гитары: резонаторным корпусом, шейкой и коробкой с колками. Струны (от трех до шести) прикрепляются к круглому выступу на нижнем крае корпуса и приводятся в колебание с помощью плектра. Латинское слово cithara, которым названы инструменты в описанной псалтыри, происходит от греческого слова «кифара» и в эпоху средневековья приобретает формы: kitaire, quitaire, quitarre.
Позже, в XV—XVI веках появился инструмент виуэла, также оказавший влияние на формирование конструкции современной гитары.

## Виды

### Испанская гитара

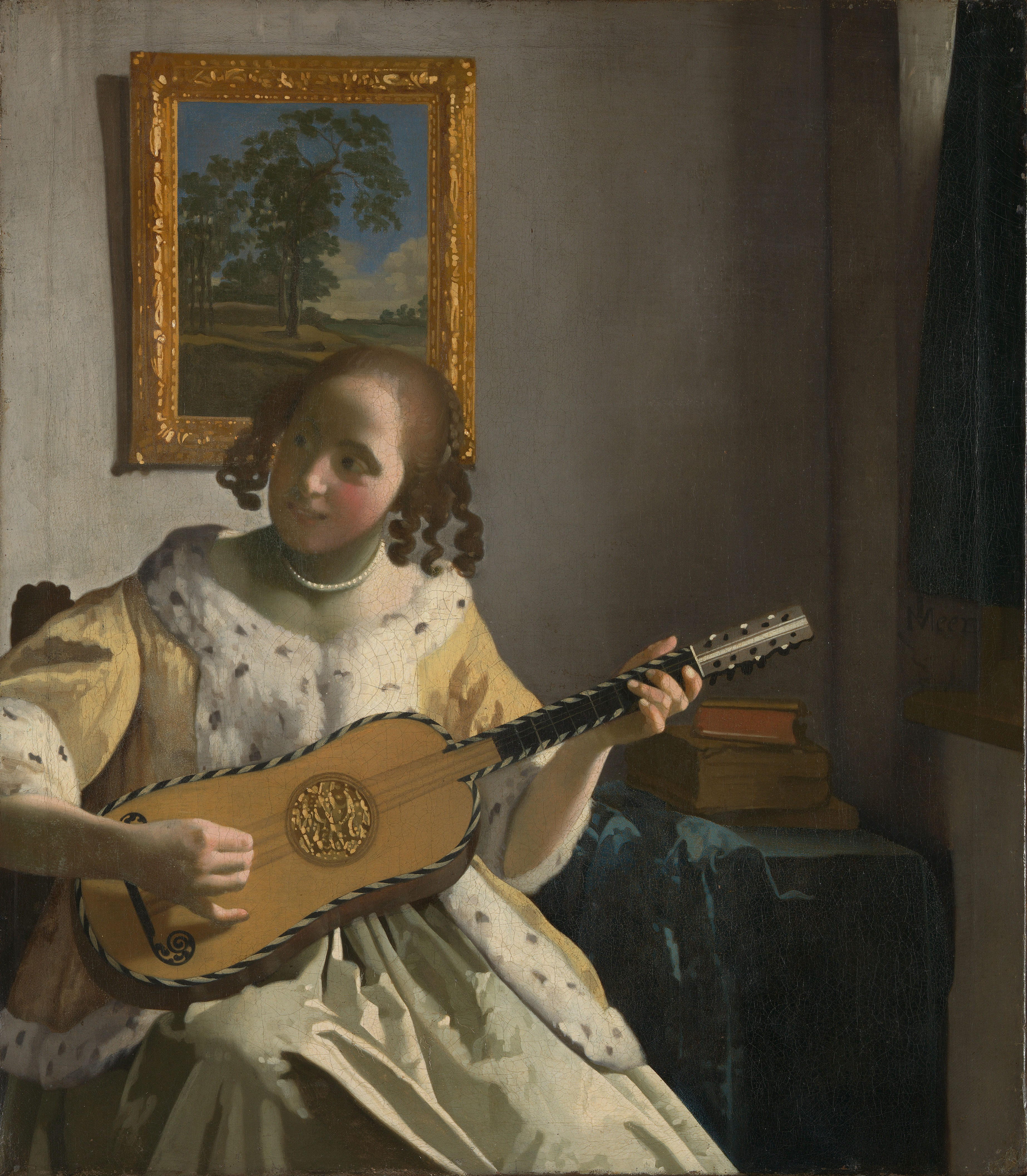
«Гитаристка» (1672)

В Средние века основным центром развития гитары была Испания, генезис которой обычно связывают с арабским влиянием (мавританская гитара). В XV веке получает распространение изобретённая в Испании гитара с 5 сдвоенными струнами (первая струна могла быть и одиночной). Такие гитары получают название испанских.
К концу XVIII века испанская гитара в процессе эволюции приобретает 6 одиночных струн и немалый репертуар произведений, на формирование которого оказал значительное влияние живший в конце XVIII — начале XIX века итальянский композитор и гитарист-виртуоз Мауро Джулиани. В Англии классическим произведением для обучения игре на гитаре в конце XVII века стала работа «Тhe False Consonances of Music» («False consonance della musica per toccar la chitarra sopra all partie in breve….» или «Неправильные гармонии в музыке») (автор — итальянский скрипач и гитарист Маттейс Никола, большую часть жизни проживший на Британских островах).
В Россию испанская гитара попала в XVIII веке, отчасти благодаря работавшим в России итальянским композиторам и музыкантам, в первую очередь Джузеппе Сарти и Карло Каноббио. Ещё через какое-то время, в начале XIX века, гитара упрочила своё положение в России благодаря приехавшим в 1821 году в Петербург Марку Аврелию Цани де Ферранти, затем гастролировавшим Мауро Джулиани и Фернандо Сор. Сор, оставив в Москве жену-балерину, ставшую первой русской женщиной-балетмейстером, посвятил поездке в Россию музыкальное произведение для гитары с названием «Воспоминание о России». Это произведение исполняется и сейчас. Первым из значительных русских гитаристов, игравших на шестиструнном инструменте, был Николай Петрович Макаров.
Шестиструнная испанская гитара, или, как её называют сейчас в России, классическая гитара, широко распространена. Она была немного видоизменена. Её преподают в музыкальных школах, колледжах, училищах, вузах. Сейчас на ней играют не только испанскую музыку, но и классическую. А иногда и другие стили музыки, благодаря современным композиторам. Подробнее описано ниже в статье Классическая гитара.

### Русская семиструнная гитара

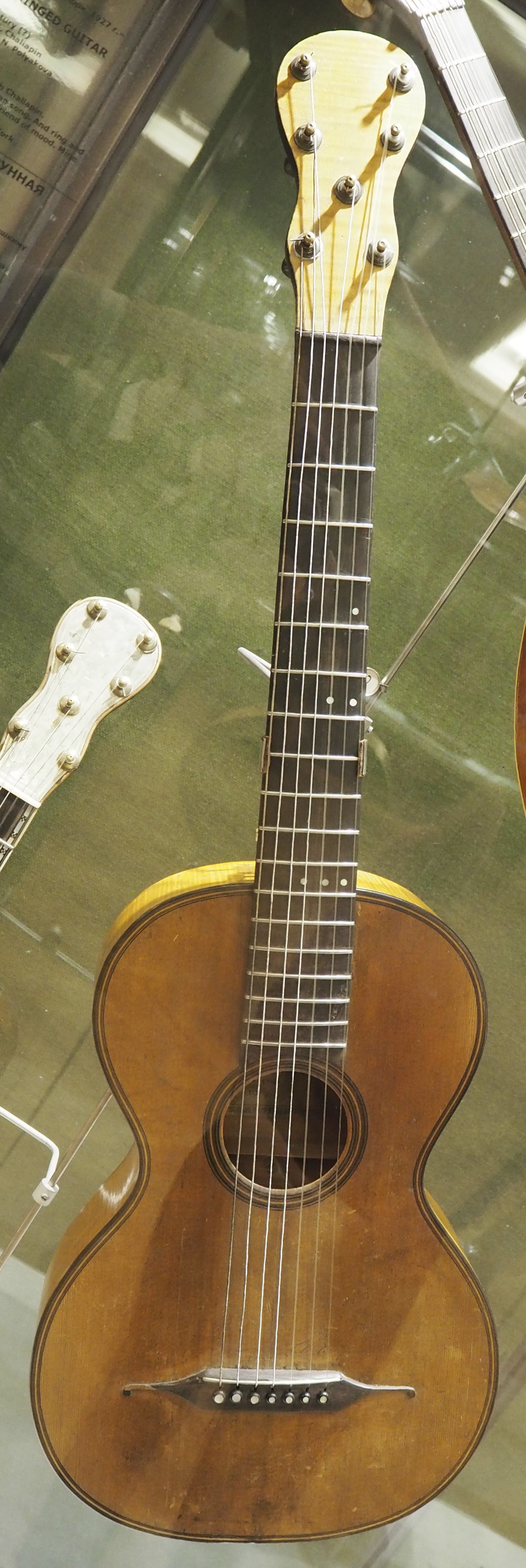
Гитара мастера Ивана Краснощёкова, середина XIX века.

В словаре Владимира Даля семиструнная гитара называется «польской»: «на италиянской гитаре шесть струн, на польской семь, но строй первой объемистее». С начала XIX века в России стремительно распространилась семиструнная гитара, созданная Иваном Батовым на основе саксонской цистры (звучавшей в камерном оркестре в Лейпциге у «немецкого гитариста Иоганна Шейдлера» и затем в Санкт-Петербурге, где работали музыканты Жозеф Каменский и Иоганн Клавдий Ганф) и в дальнейшем усовершенствованная Иваном Краснощёковым и его учениками. В 1802 г. была издана первая на русском языке школа игры на семиструнной гитаре Игнация Гельда с дополнениями С.Н. Аксёнова. Своей популярностью в первой половине XIX века инструмент (получивший название «русской гитары») во многом обязан деятельности жившего в то время композитора, гитариста и педагога Андрея Осиповича Сихры, сочинившего более тысячи мелодий и переложений для семиструнной гитары. В те же годы для русской гитары писали выдающийся виртуоз Михаил Тимофеевич Высотский, ученик А. О. Сихры Семён Николаевич Аксёнов и другие композиторы.

### Классическая гитара
В течение XVIII—XIX веков конструкция испанской гитары претерпевает значительные изменения, мастера экспериментируют с размером и формой корпуса, креплением грифа, конструкцией колкового механизма и прочим. Наконец, в XIX веке испанский гитарный мастер Антонио Торрес придаёт гитаре современные форму и размер. Гитары конструкции Торреса сегодня называют классическими.

Наиболее известным гитаристом того времени является испанский композитор и гитарист Франсиско Таррега, заложивший основы классической техники игры на гитаре. Среди известных гитаристов XIX века Франсуа де Фосса и Дионисио Агуадо. В XX веке его дело продолжил испанский композитор, гитарист и педагог Андрес Сеговия.
Классическая гитара включена в программу молодёжных Дельфийских игр России.

### Электрогитара

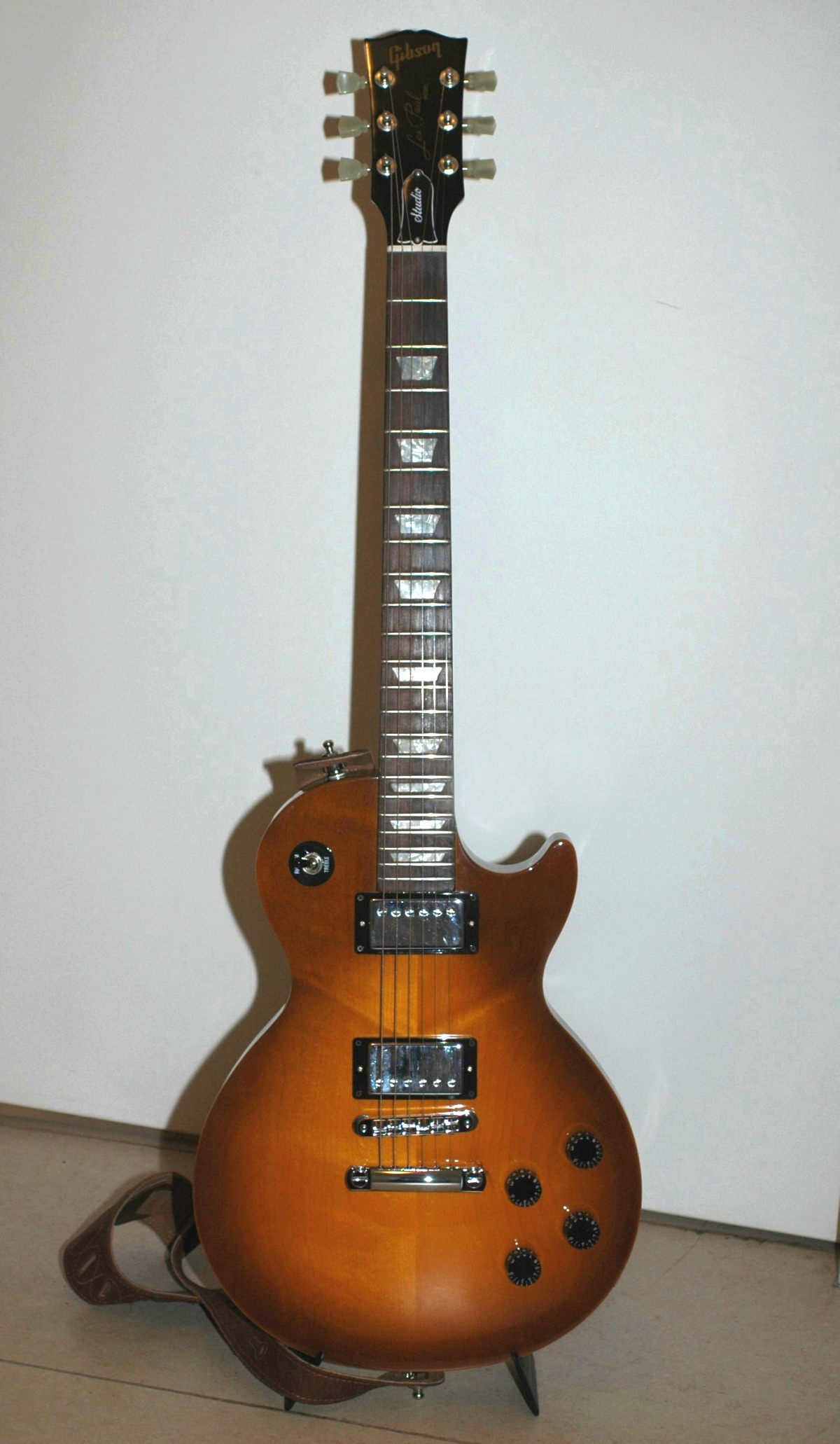
Гитара Gibson конструкции Леса Пола

В XX веке в связи с появлением технологии электронного усиления и обработки звука появился новый тип гитары — электронная гитара. В 1936 году Жоржем Бошамом и Адольфом Рикенбекером, основателями компании «Рикенбекер», запатентована первая электрогитара с магнитными звукоснимателями и металлическим корпусом. В начале 1950-х годов Лес Пол изобретает электрическую гитару со сплошным деревянным корпусом, но позже отдаёт идею Лео Фендеру, так как идея цельнокорпусной гитары не вызвала интереса компании Gibson, где работал Лес Пол. Конструкция электрогитары сохранилась без изменений до настоящего времени.

### Другие виды гитар
Помимо классической гитары и электрогитары широко распространены эстрадные гитары с металлическими струнами, среди которых можно выделить вестерн-гитару, фолк-гитару, трэвел — («туристическую») гитару и др. Кроме того, наряду с электрической и акустической гитарой существуют гибридные варианты — электроакустическая гитара (акустическая гитара со встроенными датчиками для подключения к аппаратуре; англ. acoustic electric guitar) и полуакустическая гитара (электрическая гитара с полым корпусом, позволяющим играть на ней без подключения; англ. semi-acoustic guitar).

## Конструкция

### Основные части
Гитара представляет собой корпус с длинной шейкой, называемой «грифом». Лицевая, рабочая сторона грифа — плоская либо слегка выпуклая. Вдоль неё параллельно натянуты струны, закреплённые одним концом на подставке корпуса, другим — на колковой коробке на окончании грифа. На подставке корпуса струны привязываются или крепятся неподвижно при помощи барашков, на головке грифа с помощью колкового механизма, позволяющего регулировать натяжение струн.
Струна лежит на двух порожках, нижнем и верхнем, расстояние между ними, определяющее максимальную длину рабочей части струны, является мензурой гитары. Верхний порожек находится в верхней части грифа, около головки. Нижний устанавливается на подставке на верхней деке гитары. В качестве нижнего порожка могут использоваться так называемые «сёдла» — простые механизмы, позволяющие регулировать длину каждой струны.

### Лады

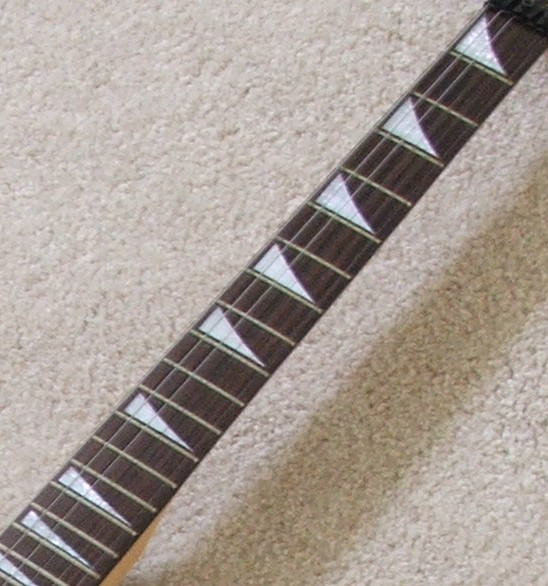
Гриф гитары с ладами и ладовыми порожками

Источником звука в гитаре являются колебания натянутых струн. Высота извлекаемого звука определяется силой натяжения струны, длиной колеблющейся части и толщиной самой струны: чем тоньше струна, чем короче и чем сильнее натянута — тем выше она звучит. Математическое описание этой зависимости получено в 1626 году Мареном Мерсенном и носит название «закон Мерсенна».
Основной способ управления высотой звука при игре на гитаре — это изменение длины колеблющейся части струны. Гитарист прижимает струну к грифу, вызывая сокращение рабочей части струны и повышение издаваемого струной тона (рабочей частью струны в данном случае будет часть струны от нижнего порожка до порожка того лада, на котором находится палец гитариста). Сокращение длины струны вдвое вызывает повышение тона на октаву.
В современной западной музыке используется равномерно темперированный 12-нотный звукоряд. Для облегчения игры в таком звукоряде в гитаре используются так называемые «лады». Лад — это отрезок грифа с длиной, вызывающей повышение звука струны на один полутон. На границе ладов в грифе укрепляются металлические ладовые порожки. При наличии ладовых порожков изменение длины струны и, соответственно, высоты звука становится возможным только дискретным образом.
Расстояние от нижнего порожка до порожка n-го лада вычисляется по формуле
{\displaystyle l=d\cdot 2^{-n/12},}
где {\displaystyle n} — номер лада, а {\displaystyle d} — мензура гитары.

### Струны
В современных гитарах используются стальные, нейлоновые или карбоновые струны. Струны обозначаются номерами в порядке увеличения толщины струны (и понижения тона), самая тонкая струна имеет номер 1.
В гитаре используется комплект струн — набор струн разной толщины, подобранных таким образом, чтобы при одинаковом натяжении каждая струна давала звук определённой высоты. Струны устанавливаются на гитару в порядке толщины — толстые струны, дающие более низкий звук — слева, тонкие — справа (см. рисунок выше). Для гитаристов-левшей порядок струн может меняться на обратный. В настоящее время производится большое количество разновидностей комплектов струн, различающихся по толщине, технологии изготовления, материалу, тембру звука, типу гитар и области применения.

### Строй
Соответствие номера струны и музыкального звука, издаваемого этой струной, называется «строем гитары» (настройка гитары). Существует множество вариантов строев, подходящих для разных типов гитар, разных жанров музыки и разных техник исполнения, как, например:
| Число струн | Строй                | Струна | Струна | Струна | Струна | Струна | Струна | Струна | Струна | Струна | Струна | Струна | Струна |
| Число струн | Строй                | 1-я    | 2-я    | 3-я    | 4-я    | 5-я    | 6-я    | 7-я    | 8-я    | 9-я    | 10-я   | 11-я   | 12-я   |
| ----------- | -------------------- | ------ | ------ | ------ | ------ | ------ | ------ | ------ | ------ | ------ | ------ | ------ | ------ |
| 6           | «испанский»          | e¹ ми  | b си   | g соль | d ре   | A ля   | E ми   |        |        |        |        |        |        |
| 6           | «Строй C»            | d¹     | a      | f      | c      | G      | C      |        |        |        |        |        |        |
| 6           | «Drop D»             | e¹     | b      | g      | d      | a      | D      |        |        |        |        |        |        |
| 6           | квартовый            | f¹     | c¹     | g      | d      | A      | E      |        |        |        |        |        |        |
| 7           | «русский» (терцовый) | d¹     | b      | g      | d      | B      | G      | D      |        |        |        |        |        |
| 12          | стандартный          | e¹     | e¹     | b      | b      | g      | g¹     | d      | d¹     | A      | a      | E      | e      |

### Усиление звука

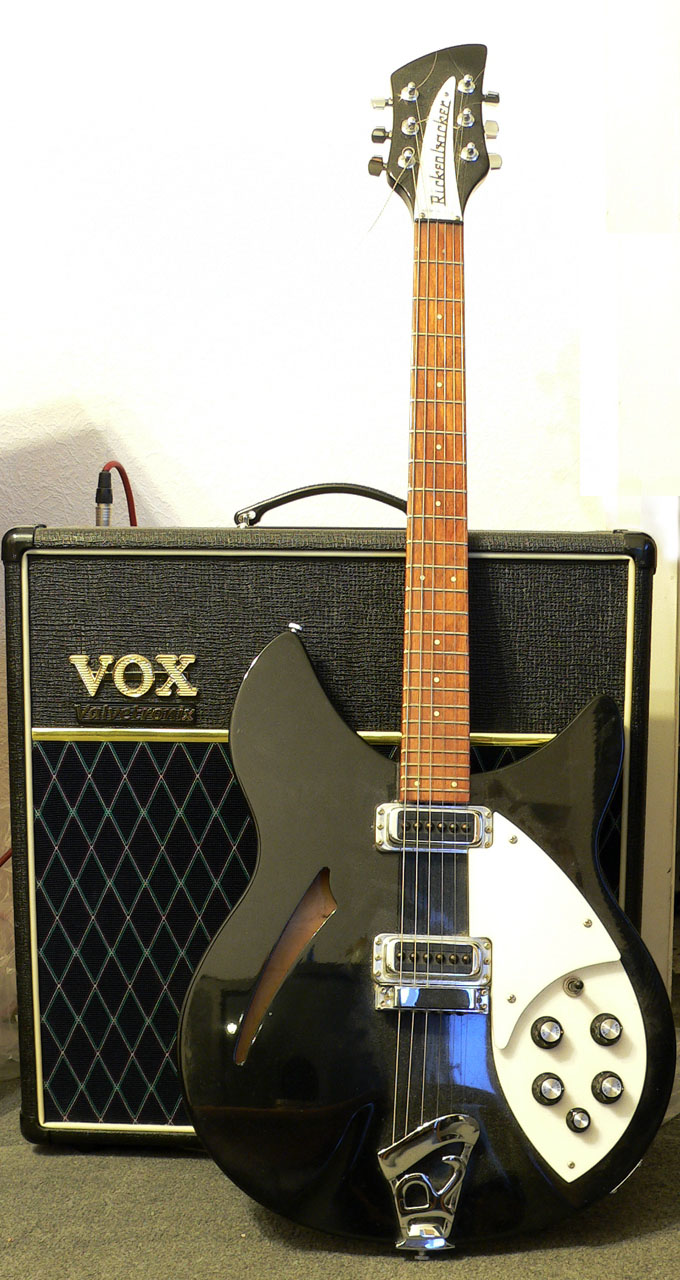
Электрическая гитара Rickenbacker с гитарным комбоусилителем Vox

Сама по себе колеблющаяся струна звучит очень тихо, что для музыкального инструмента непригодно. Для увеличения громкости в гитаре используются два подхода — акустический и электрический.
При акустическом подходе корпус гитары конструируется в виде акустического резонатора, что позволяет достичь громкости, сопоставимой с громкостью человеческого голоса.
При электрическом подходе на корпусе гитары устанавливаются один или несколько звукоснимателей, электрический сигнал от которых затем усиливается и воспроизводится электронными средствами. Громкость звука гитары при этом ограничена только мощностью используемой аппаратуры.
Возможен также смешанный подход, когда звукосниматель или микрофон применяются для электронного усиления звука акустической гитары. Кроме того, гитара может применяться в качестве устройства ввода для синтезатора звука.

### Приблизительные характеристики
- Число ладов — от 18 (классика) до 36 (электро[8])
- Число струн — от 4 до 14 (или более, индивидуальные модификации)
- Мензура — от 0,5 м до 0,8 м
- Размеры 1,0 м × 0,5 м × 0,2 м
- Вес — от >1 (акустические) до ≈15 кг

### Материалы
У простых и дешёвых гитар корпус сделан из фанеры, а у более качественных инструментов и, следовательно, более дорогих, корпус традиционно делается из красного дерева или палисандра, также используется клён. При этом древесина, используемая для изготовления нижней деки и обечаек, не оказывает влияния на звук.
Верхняя дека, как правило, делается из ели или кедра — причина в том что структура древесины ели и кедра, в отличие от древесины других пород, это ровные параллельные капиллярные трубочки — именно они и резонируют давая насыщенный обертонами звук. Есть экзотические варианты, такие как амарант или венге. При изготовлении корпусов электрогитар мастера располагают большей свободой. Грифы гитар делаются из бука, красного дерева и других прочных пород. Некоторые мастера в изготовлении электрогитар используют другие материалы. Нэд Штейнбергер основал в 1980 году фирму Steinberger Sound Corporation, которая изготавливала гитары из различных графитовых композитов.

## Классификация
Существующее в настоящее время большое количество разновидностей гитар может быть классифицировано по следующим признакам:

### По способу усиления звука

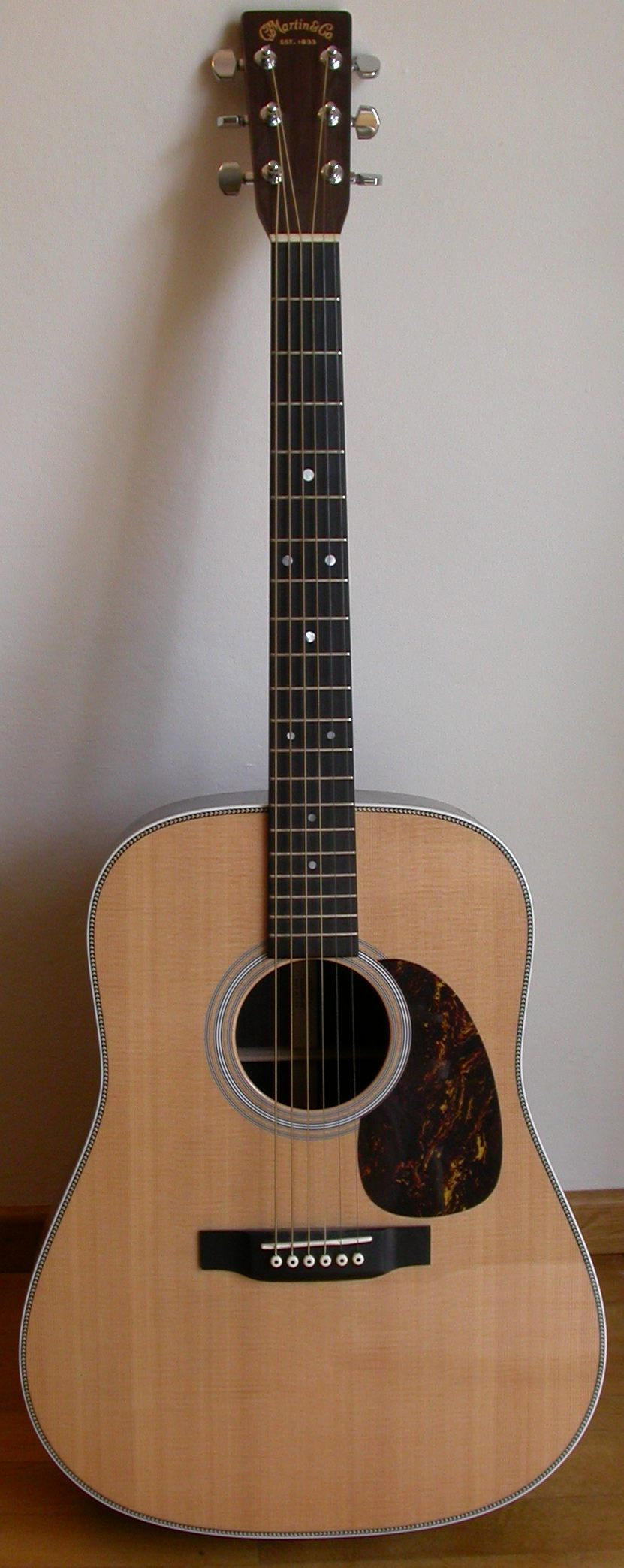
Дредноут

- Акустическая гитара — гитара, усиливающая звук колеблющихся струн с помощью акустического резонатора, которым служит корпус гитары.
  - Резонаторная гитара (резофоническая или резофоник-гитара) — разновидность акустической гитары, в которой для увеличения громкости применяются встроенные в корпус металлические акустические резонаторы.
- Электрогитара — гитара, в которой механические колебания струн превращаются в электрический сигнал электромагнитным звукоснимателем. Электрический сигнал обычно подается на отдельный аудиоусилитель и озвучивается акустической системой.
- Полуакустическая электрогитара — электрическая гитара, но в дополнение к звукоснимателю струн имеется полый акустический корпус, позволяющий гитаре звучать без электроусилителя. (Не следует путать с электроакустической гитарой, в которую вмонтирован пьезозвукосниматель, снимающий звуковые колебания с корпуса, а не со струн).
- Электроакустическая гитара — акустическая гитара, в которую встроен пьезозвукосниматель (пьезо-датчик), преобразующий в электрический сигнал колебания корпуса акустического резонатора гитары.
  - Электроакустическая бас-гитара — как и электрическая бас-гитара зачастую имеет 4 струны, но с корпусом в виде акустического резонатора и встроенным пьезозвукоснимателем.
- Синтезаторная гитара (MIDI-гитара) — гитара, предназначенная к использованию в качестве устройства ввода для синтезатора звука.

### По конструкции корпуса

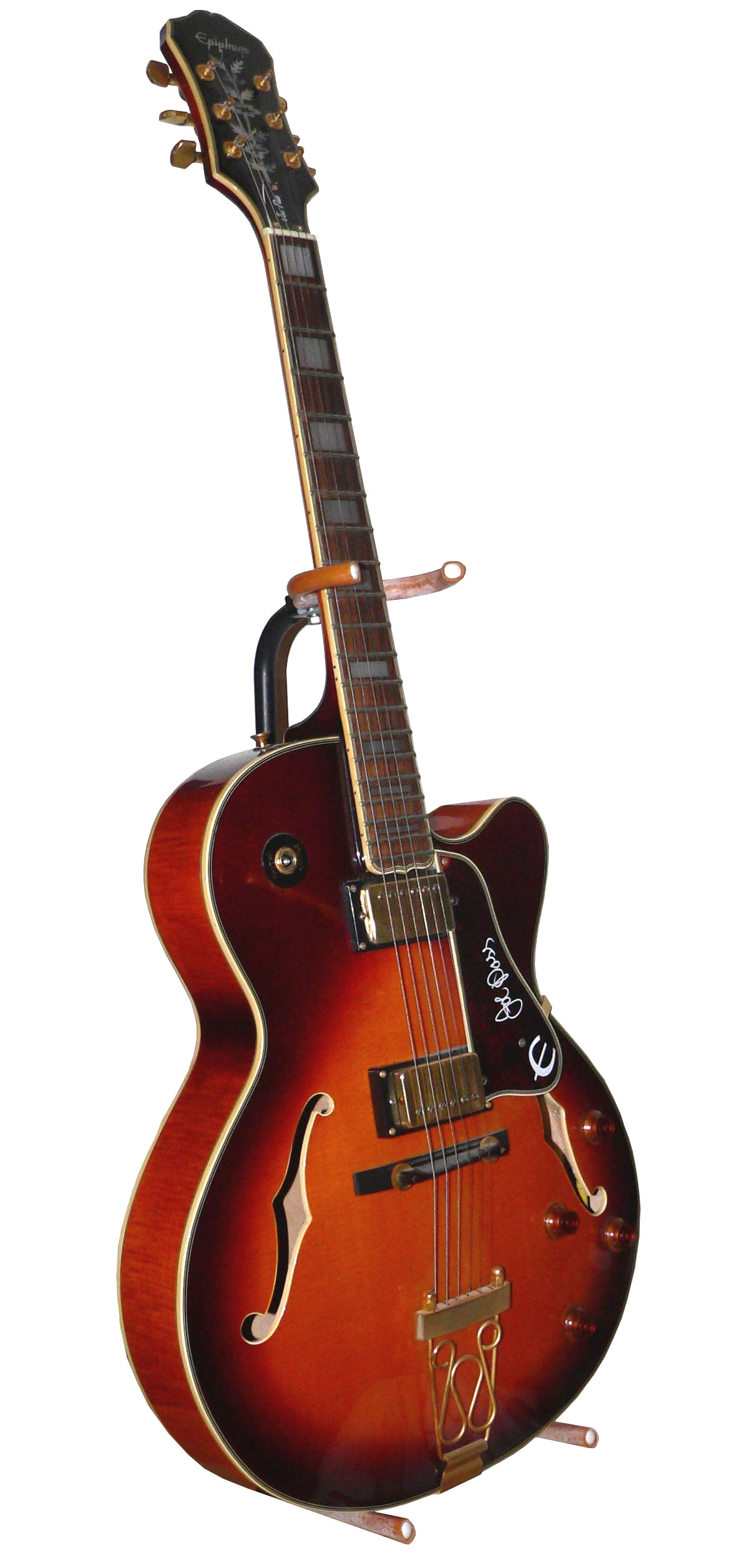
Полуакустический арктоп

- Классическая гитара — акустическая шестиструнная гитара конструкции Антонио Торреса (XIX век).
- Фолк-гитара — акустическая шестиструнная гитара, приспособленная к использованию металлических струн.
- Флэттоп — фолк-гитара с плоской верхней декой.
- Арктоп — акустическая или полуакустическая гитара с выпуклой передней декой и f-образными резонаторными отверстиями (эфами), расположенными по краям деки. В целом корпус такой гитары напоминает увеличенную скрипку. Разработана в 1920-х годах фирмой Gibson.
- Дредноут (вестерн) — фолк-гитара с увеличенным корпусом характерной «прямоугольной» формы. Обладает повышенной по сравнению с классическим корпусом громкостью и преобладанием низкочастотных компонентов в тембре. Разработана в 1920-х годах фирмой Martin.
- Джамбо — укрупненный вариант фолк-гитары, разработанный в 1937 году фирмой Gibson и ставший популярным среди кантри- и рок-гитаристов.
- Цыганская джазовая гитара — акустическая гитара, разработанная гитарным мастером Марио Маккаферри в 1930-х годах. Отличительными особенностями являются выпуклые деки, расположение пружин в корпусе, характерное для мандолины. Есть два типа этой гитары, различающиеся формой розетки: большая D-образная и малая о-образная, которые во Франции называются соответственно grand bouchet и petit bouchet. Эта гитара рассчитана на использование металлических струн и имеет характерное громкое звучание с преобладанием обертонов средних частот. Довольно популярно и другое название этих гитар от названия фирмы, впервые пустившей эти инструменты в продажу, — Selmer.
- До́бро — имеет металлический резонирующий конус вместо звуковых отверстий, он производит металлический тон, который можно услышать в музыке кантри. Некоторые гитары добро имеют гриф с квадратным поперечным сечением (квадратные грифы) и очень большие лады, на них играют с плоским инструментом в руке, стеклянной или металлической пластинкой (слайдом), и они часто называются слайд- гитары.
- Гитара-кроссовер — гитара, корпус которой ближе к акустической, поэтому её звучание громче, чем у классической; гриф средней ширины, между эстрадной и классической гитарами.

### По диапазону
- Обычная гитара — в так называемом «классическом» («испанском», «стандартном») строе, от «ми» большой октавы до «до» третьей октавы (для гитары с 20 ладами). Этот диапазон может различаться в зависимости от количества ладов, количества струн и строя. Использование тремоло-машинки на электрогитарах позволяет существенно расширить диапазон в обе стороны. Диапазон гитары без дополнительного оборудования составляет около четырёх октав.
- Бас-гитара — гитара с низким диапазоном звучания, как правило, на одну октаву ниже обычной гитары. Разработана фирмой «Фендер» в 1950-х годах.
- Тенор-гитара — четырёхструнная гитара с укороченной мензурой, диапазоном и строем банджо.
- Баритон-гитара — гитара с более длинной мензурой, чем обычная, что позволяет настраивать её на более низкое звучание. Изобретена компанией «Данэлектро» в 1950-х годах.

### По наличию ладов
- Обычная гитара — гитара, имеющая лады и ладовые порожки, приспособленная для игры в равномерно темперированном строе.
- Безладовая гитара — гитара, не имеющая ладовых порожков. При этом становится возможным извлечение звуков произвольной высоты из диапазона гитары, а также плавная смена высоты извлекаемого звука. Больше распространены безладовые бас-гитары.
- Слайдовая гитара (слайд-гитара) — гитара, предназначенная для игры слайдом, в такой гитаре высота звука плавно изменяется с помощью специального приспособления — слайда, которым водят по струнам.

### По стране (месту) происхождения

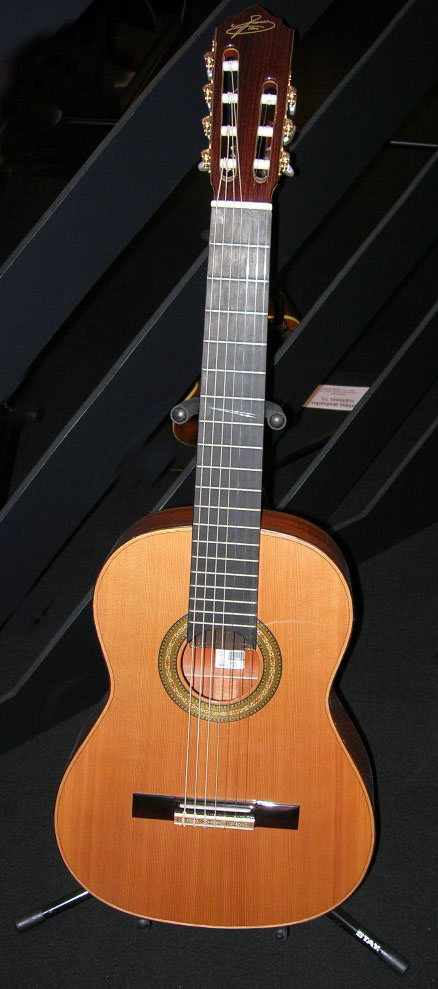
Бразильская гитара

- Испанская гитара — акустическая шестиструнная гитара, появившаяся в Испании в XIII—XV веках.
- Русская семиструнная гитара — появилась в России в XVIII—XIX веках.
- Гавайская гитара — слайдовая гитара, функционирующая в «лежачем» положении, то есть корпус гитары лежит плашмя на коленях гитариста или на специальной подставке, гитарист при этом сидит на стуле или стоит рядом с гитарой как за столом (другое название — «лэп-стил»).
- Бразильская гитара — акустическая шестиструнная гитара с расширенным строем и увеличенной мензурой.

### По жанру музыки

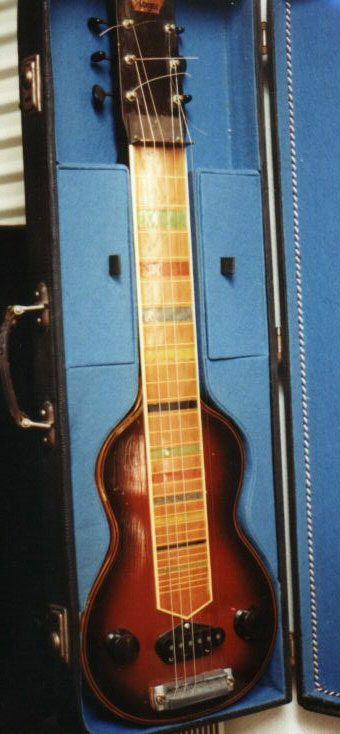
Гавайская гитара

- Классическая гитара — акустическая шестиструнная гитара конструкции Антонио Торреса (XIX век).
- Фолк-гитара — акустическая шестиструнная гитара, приспособленная к использованию металлических струн.
- Фламенко-гитара — классическая гитара, адаптированная к потребностям музыкального стиля фламенко, отличается более острым тембром звука.
- Джазовая гитара (оркестровая гитара) — устоявшееся название для арктопов фирмы Gibson и их аналогов. Эти гитары обладают резким звуком, хорошо различимым в составе джазового оркестра, что предопределило их популярность у джазовых гитаристов 1920-х — 1930-х годов.

### По роли в исполняемом произведении
- Соло-гитара — гитара, предназначенная для исполнения мелодических солирующих партий, характеризуется более резким и разборчивым звуком отдельных нот.

В классической музыке гитарой соло считается гитара без ансамбля, все партии берёт на себя одна гитара, самый сложный вид музицирования на гитаре.
- Ритм-гитара — гитара, предназначенная для исполнения ритмических партий (как правило, аккордами), характеризуется более плотным и равномерным тембром звука, особенно в области низких частот.
- Бас-гитара — гитара низкого диапазона, как правило, используется для исполнения басовых партий.

### По числу струн
- Четырёхструнная гитара (4-струнная гитара) — гитара, имеющая четыре струны. Подавляющее большинство четырёхструнных гитар — это бас-гитары либо теноровые гитары.
- Шестиструнная гитара (6-струнная гитара) — гитара, имеющая шесть одиночных струн. Наиболее стандартная и распространённая разновидность.
- Семиструнная гитара — гитара, имеющая семь одиночных струн, например, русская семиструнная гитара. Наиболее применима в русской и советской музыке начиная с XVIII—XIX веков до настоящего времени.
- Двенадцатиструнная гитара (12-струнная гитара) — гитара с двенадцатью струнами, образующими шесть пар, настраиваемых, как правило, классическим строем в октаву либо в унисон. На ней играют в основном профессиональные рок-музыканты, фолк-музыканты и барды.
- Прочие — существует большое количество менее распространённых промежуточных и гибридных форм гитар с увеличенным числом струн. Имеет место как простое добавление струн для расширения диапазона инструмента (напр. пяти- и шестиструнные бас-гитары), так и удваивание или даже утраивание нескольких либо всех струн для получения более насыщенного тембра звука. Также встречаются гитары с дополнительными (чаще одним) грифами для удобства сольного исполнения некоторых произведений.

### Прочее

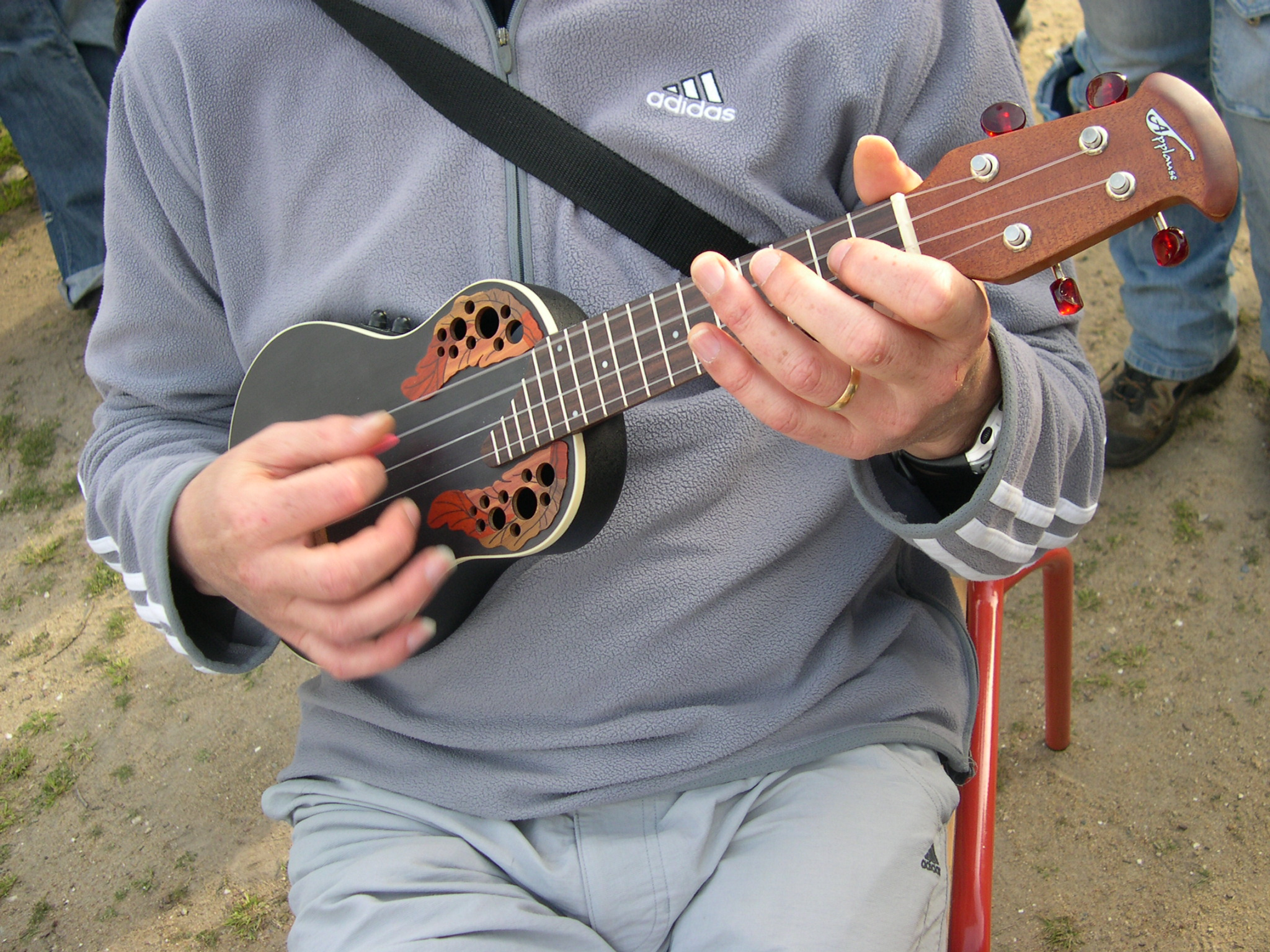
Укулеле

- Гитара До́бро — резонаторная гитара, изобретенная в 1928 году братьями Допера. В настоящее время «Гитара Добро» является торговой маркой принадлежащей фирме Gibson.
- Гитара русская акустическая новая (ГРАН) — двенадцатиструнная версия классической гитары, содержащая на разной высоте от грифа два комплекта струн — нейлоновые и металлические.
- Укулеле — миниатюрная четырёхструнная гитара, завезённая португальцами на Гавайские острова во второй половине XIX века.
- Гитара Уорра — электрическая тэппинговая гитара, имеет корпус аналогичный обычной электрической гитаре, допускает также и другие способы звукоизвлечения. Существуют варианты с 8, 12 или 14 струнами. Не имеет стандартной настройки.
- Стик — электрическая тэппинговая гитара. Не имеет корпуса, допускает игру с двух концов. Имеет 10 или 12 струн. Теоретически возможно одновременное извлечение до 10 нот (1 палец — 1 нота).

## Техника игры

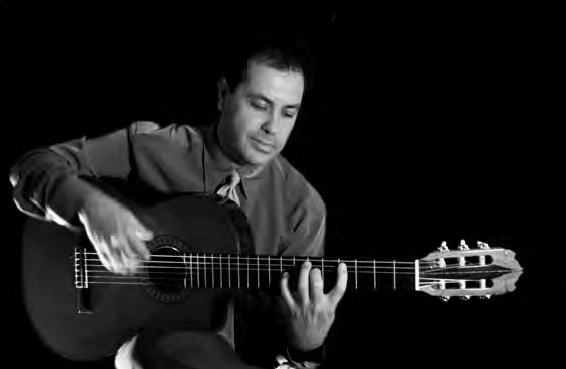
Гитарист играет на гитаре

При игре на гитаре гитарист зажимает пальцами левой руки струны на грифе, а пальцами правой извлекает звук одним из нескольких способов. Гитара при этом находится перед гитаристом (горизонтально или под углом, с грифом, поднятым до 45 градусов), опираясь на колено, либо висит на ремне, перекинутом через плечо. Некоторые гитаристы, в основном левши переворачивают гитару грифом вправо, соответственно перетягивают струны и меняют функции рук — зажимают струны правой рукой, извлекают звук — левой. Далее названия рук приведены для гитариста-правши, ибо левша «право» должен воспринимать как «лево» и наоборот.

### Звукоизвлечение

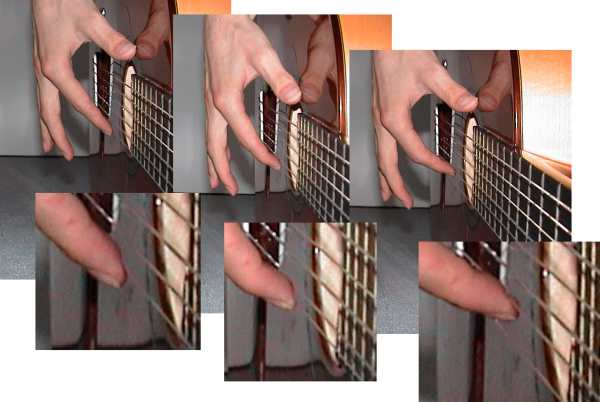
Апояндо

Основным способом звукоизвлечения на гитаре является щипок — гитарист зацепляет кончиком пальца или ногтем струну, слегка оттягивает и отпускает. При игре пальцами применяют две разновидности щипка: апояндо и тирандо.
Апояндо (от исп. apoyando, опираясь) — щипок, после которого палец опирается о соседнюю струну. При помощи апояндо исполняются гаммообразные пассажи, а также кантилена, требующая особенно глубокого и полного звука. При тирандо (исп. tirando — дёргать), в отличие от апояндо, палец после щипка не опирается на соседнюю, более толстую струну, а свободно проносится над ней, в нотах, если не указан специальный знак апояндо (^), то произведение проигрывается приёмом тирандо.
Также гитарист может с небольшим усилием ударить тремя или четырьмя пальцами «вразброс» сразу по всем или по нескольким соседним струнам. Этот способ звукоизвлечения называется расгеадо (исп. rasgueado). Также распространено название «чёс».

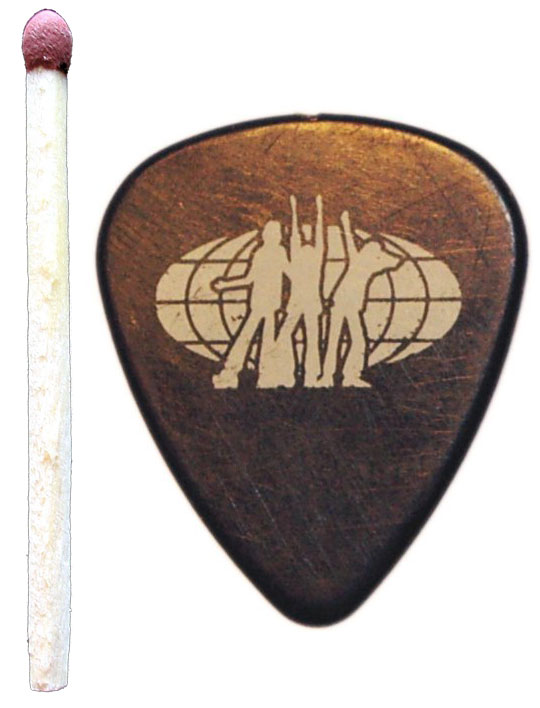
Медиатор

Щипок и удар могут исполняться пальцами правой руки или же с помощью специального приспособления, называемого плектр (или медиатор). Плектр представляет собой небольшую плоскую пластину из твёрдого материала — кости, пластмассы или металла. Гитарист держит его в пальцах правой руки и защипывает или ударяет им струны.
Во многих современных стилях музыки широко применяется способ звукоизвлечения слэп. Для этого гитарист либо сильно ударяет большим пальцем по отдельной струне, либо подцепляет и отпускает струну. Эти приёмы называются слэп (удар) и поп (подцеп) соответственно. Преимущественно слэп применяется при игре на бас-гитаре.
В последние десятилетия активно развивается необычный приём игры, новый способ звукоизвлечения, когда струна начинает звучать от лёгких ударов пальцами рук между ладов на грифе. Такой способ звукоизвлечения называется тэппинг (при игре двумя руками — двуручный тэппинг) или TouchStyle. При игре тэппингом звукоизвлечение напоминает игру на фортепиано, при которой каждая рука исполняет свою собственную независимую партию.

### Левая рука
Левой рукой гитарист обхватывает гриф снизу, опираясь большим пальцем на его тыльную сторону. Остальные пальцы используются для зажимания струн на рабочей поверхности грифа. Пальцы обозначаются и нумеруются следующим образом: 1 — указательный, 2 — средний, 3 — безымянный, 4 — мизинец. Положение кисти руки относительно ладов называется «позиция» и обозначается римской цифрой. Например, если гитарист зажимает какую-либо струну 1-м пальцем на IV ладу, то говорят, что рука находится в IV позиции. Незажатая струна называется «открытая».

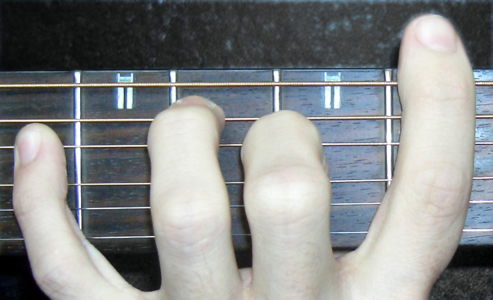
Большое баррэ

Струны зажимаются подушечками пальцев — таким образом, одним пальцем гитарист прижимает
одну струну на определённом ладу. Если же указательный палец положить на гриф плашмя, то прижаты будут сразу несколько, или даже все струны на одном ладу. Этот весьма распространённый приём называется «баррэ». Различают большое баррэ (полное баррэ), когда палец прижимает все струны, и малое баррэ (полубаррэ), когда прижимается меньшее количество струн (вплоть до 2). Остальные пальцы во время постановки баррэ остаются свободными и могут использоваться для зажатия струн на других ладах. Существуют также аккорды, в которых, помимо большого баррэ первым пальцем, необходимо взять на другом ладу малое баррэ, для чего используется любой из свободных пальцев, в зависимости от «удобоисполняемости» того или иного аккорда. Хотя баррэ является достаточно трудным приёмом чисто физически, но его необходимо знать гитаристу любого уровня, поскольку с ним связана большая часть аккордов.

### Приёмы
Кроме описанной выше основной техники игры на гитаре, существуют разнообразные приёмы, широко применяемые гитаристами в разных стилях музыки.
- Арпеджио — извлечение звука с помощью последовательного чередования струн. Исполняется путём последовательного защипывания разных струн несколькими пальцами.
- Арпеджиато — очень быстрое, одним движением, последовательное извлечение звуков, расположенных на разных струнах.

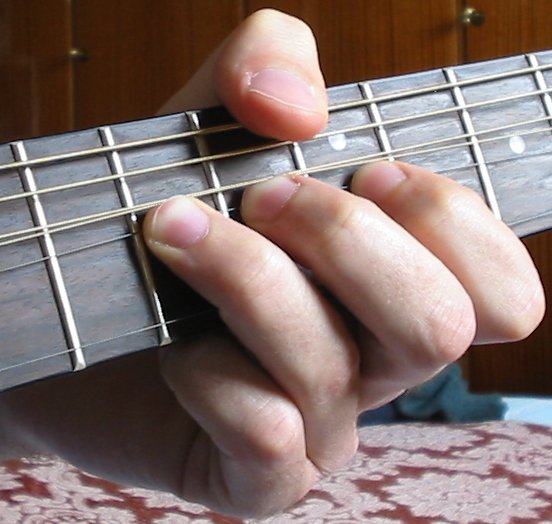
Приём «бенд»

- Бенд (подтяжка) — повышение тона путём поперечного смещения струны по ладовому порожку. В зависимости от опыта гитариста и используемых струн этим приёмом можно повысить извлекаемую ноту на полтора-два тона.
  - Простой бенд — струна сначала ударяется и затем подтягивается.
  - Пребенд — струна сначала подтягивается и только потом ударяется.
  - Обратный бенд — беззвучно подтягивается струна, ударяется и опускается к исходной ноте.
  - Легатный бенд — удар по струне, подтяжка, затем струна опускается до исходного тона.
  - Бендовый форшлаг — удар по струне с одновременной подтяжкой.
  - Унисонный бенд — извлекается ударом по двум струнам, затем нижняя нота дотягивается до высоты верхней. Обе ноты звучат одновременно.
  - Микробенд — не фиксированная по высоте подтяжка, примерно на 1/4 тона.
- Бой — например, вниз большим пальцем, вверх указательным, вниз указательным с заглушкой, вверх указательным.
- Вибрато — периодическое незначительное изменение высоты извлекаемого звука. Исполняется с помощью колебаний кисти левой руки вдоль грифа, при этом изменяется сила нажатия на струну, а также сила её натяжения и соответственно высота звука. Другой способ исполнить вибрато — последовательное периодическое исполнение приёма «бенд» на небольшую высоту. На электрогитарах же, оснащенных «whammy bar» (тремоло-системами), для исполнения вибрато часто применяется рычаг.
- Глиссандо — плавный скользящий переход между нотами. На гитаре возможно между нотами, расположенными на одной струне, и исполняется перемещением руки из одной позиции в другую не отпуская пальца, прижимающего струну.
- Гольпе (исп. golpe — удар) — перкуссионный приём, постукивание ногтем по деке акустической гитары, во время игры. Применяется в основном в музыке фламенко.
- Легато — слитное исполнение нот. На гитаре исполняется с помощью левой руки.
  - Восходящее (ударное) легато — уже звучащая струна зажимается резким и сильным движением пальца левой руки, звук при этом не успевает прекратиться. Распространено также английское наименование этого приема — хаммер, хаммер-он.
  - Нисходящее легато — палец сдергивается со струны, слегка подцепляя её при этом. Встречается также английское наименование — пул, пул-офф.
  - Трель — быстрое чередование двух нот, исполняемых сочетанием приемов хаммер и пул.
- Пиццикато — прием игры, при котором извлекаются отрывистые, приглушенные звуки. Правая рука ребром ладони кладется на струны около подставки, и большой палец извлекает звуки.
- Глушение ладонью правой руки — игра приглушенными звуками, когда правая ладонь кладется частью на подставку (мостик), частью на струны. Английское название этого широко используемого современными гитаристами приема — «палм мьют» (англ. mute — «глушить»).
- Пульгар (исп. pulgar — большой палец) — техника игры большим пальцем правой руки. Основной способ звукоизвлечения в музыке фламенко. Струна ударяется сначала боковой стороной мякоти и затем краем ногтя большого пальца.
- Свип (англ. sweep — сметать) — скольжение медиатором по струнам вверх либо вниз при игре арпеджио, или скольжение медиатором по приглушенным струнам вверх либо вниз, создавая скребущий звук перед основной нотой.
- Стаккато — короткое отрывистое звучание нот. Исполняется способом ослабления нажима на струны пальцев левой руки, либо глушения струн правой, сразу же после взятие звука или аккорда.
- Тамбурин — ещё один перкуссионный приём, заключается в постукивании по струнам в районе подставки, пригоден для гитар с полым корпусом, акустических и полуакустических.
- Тремоло — очень быстрое многократное повторение щипка, без смены ноты.
- Флажолет — заглушение основной гармоники струны путём прикосновения к звучащей струне точно в месте, делящем её на целое число частей. Различают натуральные флажолеты, исполняемые на открытой струне, и искусственные, исполняемые на зажатой струне. Существует ещё и так называемый медиаторный флажолет, образующийся, когда звук извлекается одновременно медиатором и прикосновением большого или указательного пальцев, держащих медиатор.

## Нотация
На гитаре большинство звуков из диапазона доступных могут быть извлечены несколькими способами. Например, звук ми первой октавы может быть взят на 1-й открытой струне, на 2-й струне на 5-м ладу, на 3-й струне на 9-м ладу, на 4-й струне на 14-м ладу, на 5-й струне на 19-м ладу и на 6-й струне на 24-м ладу (на 6-струнной гитаре с 24 ладами и стандартным строем). Это даёт возможность одно и то же произведение сыграть несколькими способами, извлекая нужные звуки на разных струнах и зажимая струны разными пальцами. При этом для каждой струны будет преобладать различный тембр. Расположение пальцев гитариста при игре произведения называется аппликатурой этого произведения. Различные созвучия и аккорды тоже могут быть сыграны многими способами и тоже имеют разные аппликатуры. Для записи гитарных аппликатур применяется несколько подходов.

### Нотная запись
В современной музыкальной нотации при записи произведений для гитары применяется набор условных обозначений, позволяющий указать аппликатуру произведения. Так, струна, на которой рекомендуется исполнять звук, обозначается номером струны в кружочке, позиция левой руки (лад) — римской цифрой, пальцы левой руки — цифрами от 1 до 4 (открытая струна — 0), пальцы правой руки — латинскими буквами p, i, m, a и е, а направление удара медиатором — значками  (вниз, то есть от себя) и  (вверх, то есть к себе).
Кроме того, при чтении нот следует помнить о том, что гитара является транспонирующим инструментом — произведения для гитары всегда записываются на октаву выше, чем звучат. Так делается для того, чтобы избежать большого количества добавочных линий снизу.

### Табулатура
Табулатура — альтернативный способ нотации музыкальных произведений. В гитарной табулатуре указывается не высота, а позиция и струна каждого звука произведения. Также в табулатурной записи могут применяться обозначения пальцев, аналогичные используемым в нотной записи. Табулатурная запись может применяться как самостоятельно, так и совместно с нотной записью.

Файл:Guitar tabulature sample.ogg

### Аппликатура

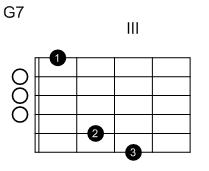
Пример аппликатуры аккорда

Существуют графические изображения аппликатур, широко применяемые в процессе обучения игре на гитаре, также называемые «аппликатура». Подобная аппликатура представляет собой схематически изображенный фрагмент грифа гитары с обозначенными точками местами постановки пальцев левой руки. Пальцы могут быть обозначены своими номерами, так же как и позиция фрагмента на грифе.
Существует класс программных продуктов «вычислители гитарных аккордов» — это программы, которые для заданного аккорда могут вычислить и графически показать все возможные аппликатуры.

## Аксессуары

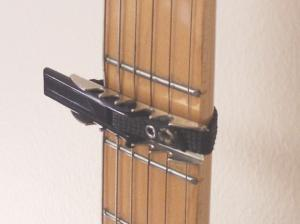
Каподастр на грифе

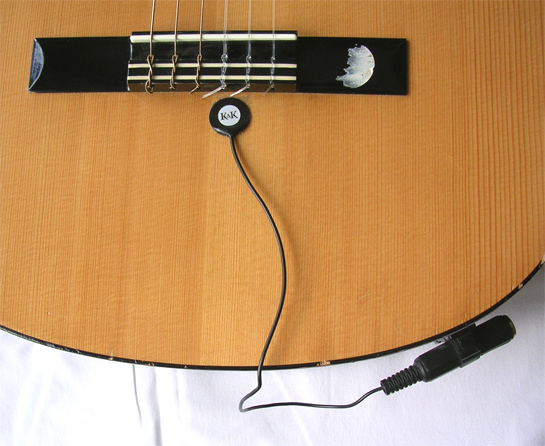
Пьезоэлектрический звукосниматель на классической гитаре

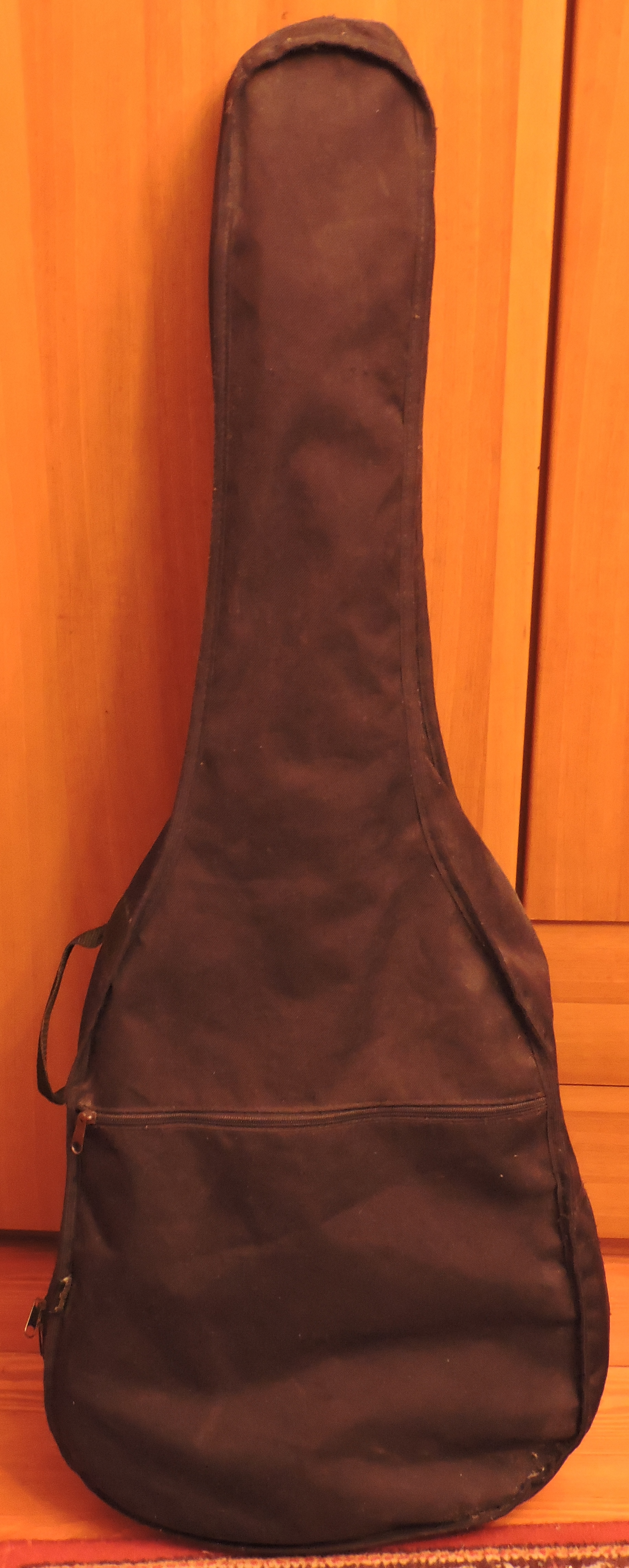
В чехле

В процессе эксплуатации и исполнения вместе с гитарой могут применяться разнообразные аксессуары и приспособления, включая следующие:
- Плектр (медиатор) — небольшая пластинка (из пластмассы, кости, металла) толщиной 0,1—1 (иногда до 3) мм, используется для звукоизвлечения.
- Слайд — полый цилиндр из твёрдого и гладкого материала, в основном из металла или стекла (bottleneck), надеваемый на один из пальцев левой руки; играет роль «скользящего порожка», позволяя не дискретно изменять высоту извлекаемых звуков.
- Каподастр — приспособление для постоянного зажатия всех или нескольких струн на одном ладу, для упрощения игры в определённых тональностях, а также для повышения высоты звучания инструмента.
- Кофр — мягкий или жёсткий футляр или чехол для хранения и(или) переноски гитары.
- Подставка (стойка) — приспособление для надёжной фиксации инструмента на полу либо стене, для кратковременного хранения.
- Гитарный ремень — ремень из прочного материала (кожа или синтетика), позволяющий гитаристу удобно исполнять композиции стоя.
- Гитарный ключ — инструмент для регулировки положения грифа гитары (который крепится к корпусу специальным регулировочным винтом)[11].
- Шестигранный ключ — т. н. «анкерный», для регулировки прогиба грифа (и, соответственно, расстояния между струнами и порожками ладов) у многих современных гитар путём ослабления-натяжения анкерного стержня. Такой же ключ, но меньшего размера используется для непосредственной и точной регулировки зазора между струной и грифом на некоторых моделях электрогитар.
- Вертушка — приспособление, облегчающее намотку струн; представляет собой насадку-удлинитель ручки колкового механизма.
- Съёмный звукосниматель — вместе с акустической гитарой могут применяться специальные звукосниматели, не являющиеся частью конструкции гитары, а вставляющиеся в резонаторное отверстие либо крепящиеся к корпусу инструмента снаружи.
- Тюнер — электронное устройство, упрощающее настройку гитары путём визуальной индикации точности настройки каждой струны.
- Инструментальный кабель — специально изготовленный экранированный электрический провод для передачи сигнала от звукоснимателя электрогитары к усилительной, микширующей, записывающей и прочей аппаратуре.
- Полироль для ухода за корпусом, грифом или декой.
- Колок специального устройства[12], позволяющий быстро переходить от одного строя к другому (например от стандартного к «Dropped D»).
- Подставка под левую ногу, используется при игре на классической гитаре.
- Чехол — мягкий, обычно тканевый, футляр для защиты гитары от пыли и прочих внешних воздействий. По прочности намного уступает кофру, равно как и намного дешевле. Гитару рекомендуется хранить в чехле или кофре.